# Jüdischer Friedhof (Stockelsdorf)

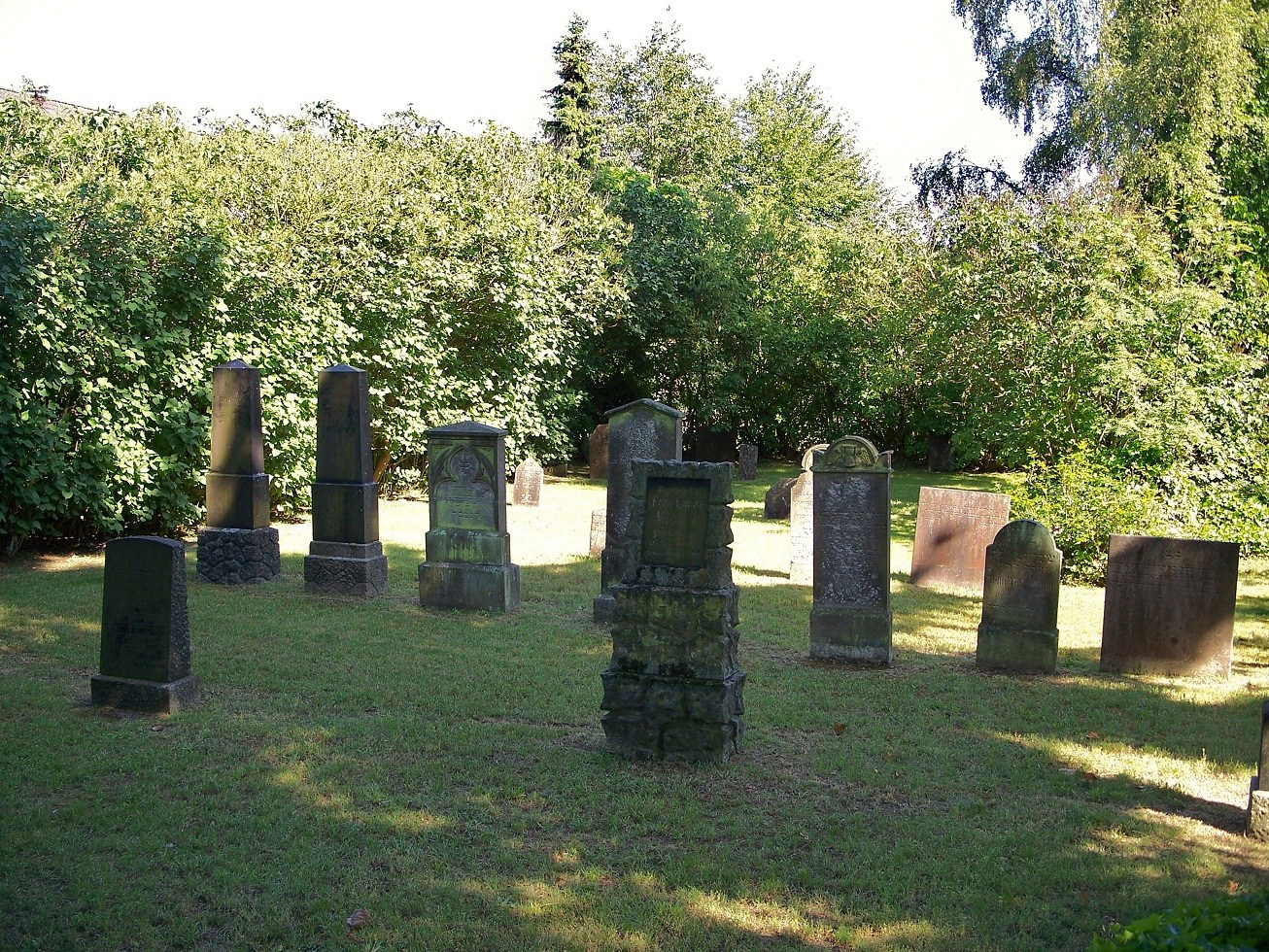
Jüdischer Friedhof Stockelsdorf (Juni 2010)

Der Jüdische Friedhof Stockelsdorf ist ein jüdischer Friedhof in Stockelsdorf im Kreis Ostholstein in Schleswig-Holstein. Der Friedhof ist vom schleswig-holsteinischen Landesamt für Denkmalpflege als Kulturdenkmal gelistet.

## Beschreibung
Der Friedhof befindet sich etwa 100 Meter von der Lübecker Stadtgrenze entfernt in der Morier Straße und liegt von Wohnhäusern umgeben versteckt am hinteren Ende des Parkplatzes eines kleinen Einkaufszentrums. Auf dem rund 450 m² großen grasbewachsenen Grundstück sind noch etwa 36 Grabsteine erhalten. 36 Inschriften sind in der epigraphischen Datenbank epidat des Salomon Ludwig Steinheim-Instituts erfasst und online zugänglich.

## Geschichte
Im 18. Jahrhundert gründete der Gutsverwalter Philibert Fack des Gutes Mori eine kleine Ansiedlung auf den Gutsländereien und nannte diese Fackenburg. Aufgrund der günstigen Lage an einer Ausfallstraße nach Lübeck siedelten sich bald zahlreiche Handwerker an, ab 1792 auch drei jüdische Familien. 1803 waren es bereits 18 jüdische Familien, insgesamt 75 Personen. Dieser kleinen Gemeinde wurde 1799 ein eigener Friedhof zugewiesen, 1812 erfolgt die erste Bestattung. Heute liegt der Friedhof auf dem Gebiet der Gemeinde Stockelsdorf, unweit der Kirche im Ortskern. Am 21. Juni 1990 wurden 17 Grabsteine von unbekannten Personen umgestoßen und teilweise zerstört. Auch im Jahr 1992 wurden weitere Grabsteine beschädigt, wobei hierzu kein genauer Polizeibericht vorliegt.